# Stanislaw Walerjewitsch Jemeljanow
Stanislaw Walerjewitsch Jemeljanow (russisch Станислав Валерьевич Емельянов, engl. Transkription Stanislav Emelyanov; * 23. Oktober 1990 in Saransk, RSFSR, Sowjetunion) ist ein russischer, ehemaliger Leichtathlet, der Europameister 2010 im 20-km-Gehen wurde.
Jemeljanow war 2007 Jugendweltmeister im 10.000-Meter-Bahngehen, 2008 siegte er bei den Juniorenweltmeisterschaften über 10 Kilometer auf der Straße. 2009 gewann er auch bei den Junioreneuropameisterschaften über 10.000 Meter auf der Bahn. Im Februar 2010 stellte er in Sotschi eine persönliche Bestzeit über 20 Kilometer mit 1:19:43 h auf. Damit war er nach Alex Schwazer zweitbester Europäer vor den Europameisterschaften 2010 in Barcelona.

## Doping
Wegen auffälliger Blutwerte im Biologischen Pass wurde Jemeljanow vom 26. Juli 2010 bis zum 14. Februar 2014 gesperrt und bekam die Goldmedaille beim 20-km-Gehen in Barcelona aberkannt. Nach erneutem Verstoß gegen die Anti-Doping-Regeln wurde er ab 17. Dezember 2017 lebenslang gesperrt.